# Diana Frank
Diana Frank (ur. 29 sierpnia 1965) – francusko-niemiecka aktorka telewizyjna i filmowa.

## Biografia
Urodziła się w 1965 roku w Boulogne-Billancourt we Francji, z niemieckich rodziców. Posiada podwójne obywatelstwo: niemieckie i francuskie. Jej matka była aktorką sceniczną. W wieku 19 lat, Diana wyjechała do Los Angeles, gdzie studiowała aktorstwo na Lee Strasberg Theatre and Film Institute. Równocześnie brała lekcje baletu klasycznego w Dupree Dance Academy. W tym okresie zadebiutowała także jako aktorka filmowa.
Największy rozgłos przyniosła jej rola dziennikarki Claudi Diehl w niemieckim serialu telewizyjnym Klaun.

## Filmografia wybrana
- 1989: Monster High
- 1989: Przybysz z Marsa (Lobster Man from Mars)
- 1990: Blada krew (Pale Blood)
- 1997: Ballermann 6
- 1998–2001: Klaun (Der Clown) - serial
- 1998: Club Vampire
- 2005: Zygfryd (Siegfried)